# Luce (maskota)
Luce (tal. svjetlo) službena je maskota Jubilejske 2025. godine u Katoličkoj Crkvi. Dizajnirao ju je Simone Legno, a predstavlja katoličkog hodočasnika. Društvo joj pravi pas ljubimac po imenu Santino i troje prijatelja po imenu Fe, Xin i Sky.
Luce je 28. listopada 2024. otkrio nadbiskup Rino Fisichella iz Dikasterija za evangelizaciju kao službenu maskotu Jubileja 2025. godine. Rekao je da je Luce bila nadahnuta željom Katoličke Crkve „da živi čak i unutar pop kulture koju naši mladi toliko vole”.